# Stoeberia frutescens
Stoeberia frutescens är en isörtsväxtart som först beskrevs av L. Bol., och fick sitt nu gällande namn av E. van Jaarsveld. Stoeberia frutescens ingår i släktet Stoeberia och familjen isörtsväxter. Inga underarter finns listade i Catalogue of Life.

## Bildgalleri

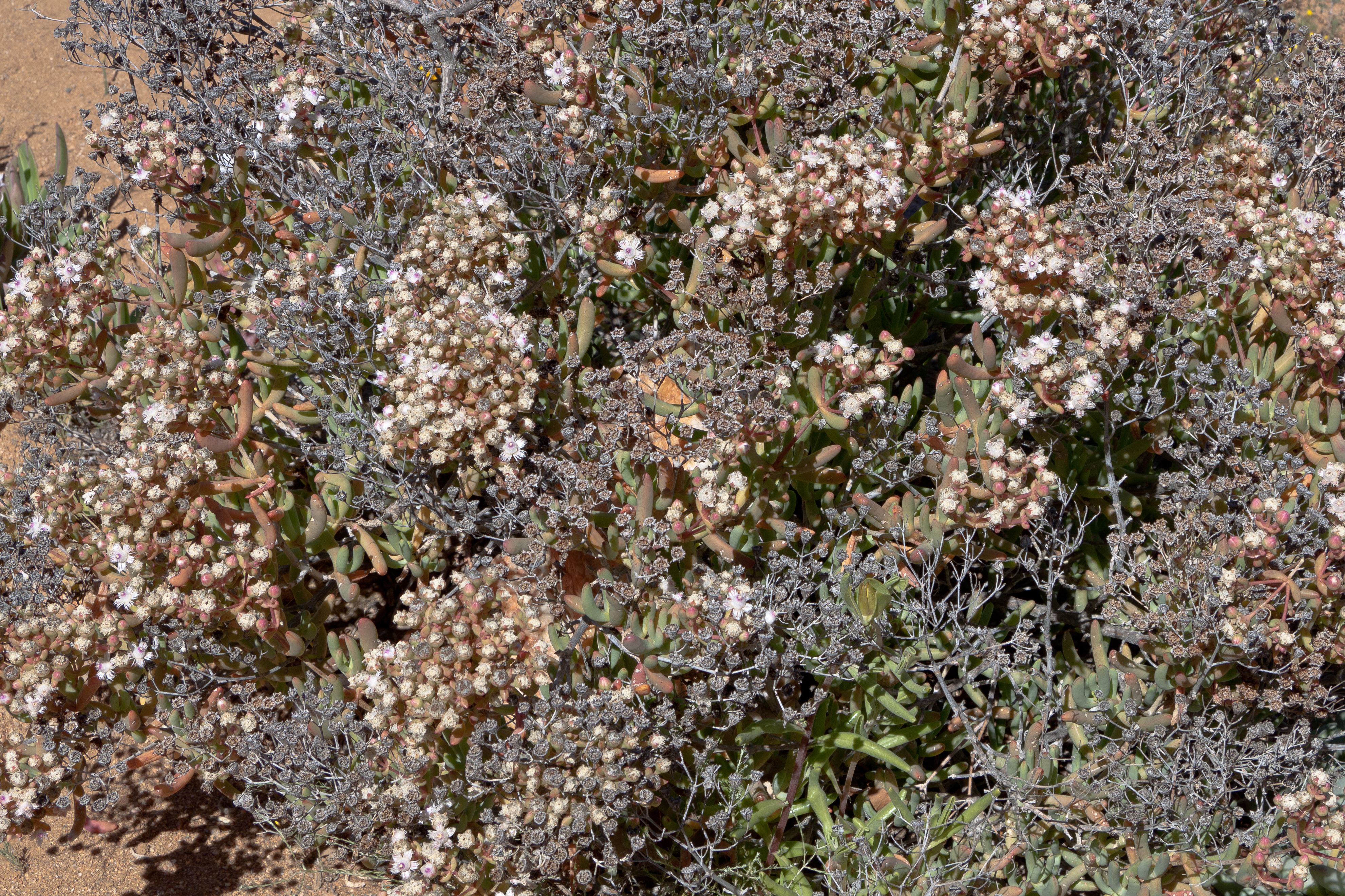
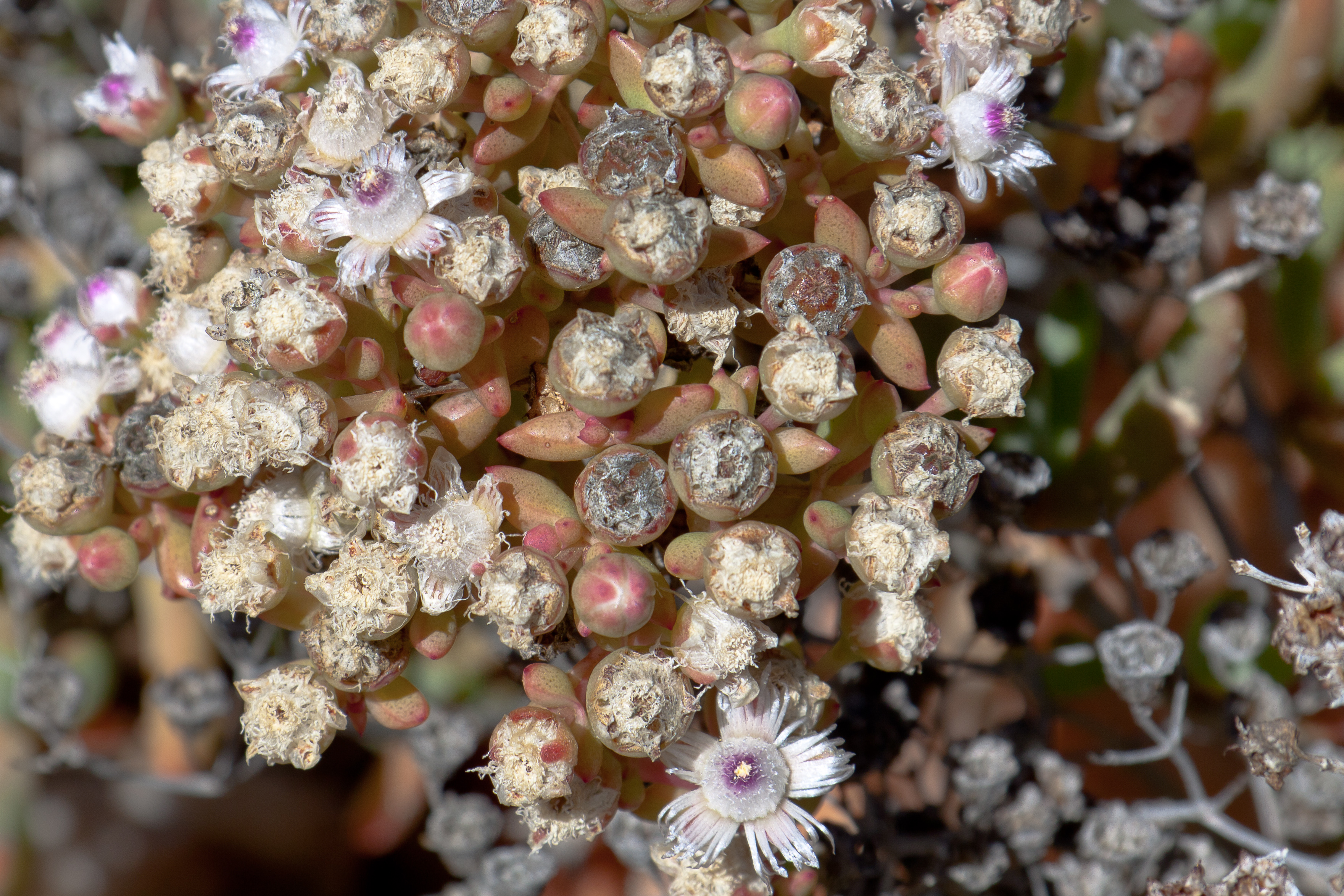